# Gabriel Tota
Gabriel Tota, pseudonimo di Gabriel Ferreira Neris (Santa Fé do Sul, 29 ottobre 2001), è un calciatore brasiliano, centrocampista svincolato.

## Carriera
Cresciuto nel settore giovanile del Grêmio Novorizontino, nel 2020 viene ceduto in prestito al Rio Preto, con cui gioca per una stagione e mezza nel Campeonato Paulista Série A3. A metà del 2021, viene acquistato a titolo definitivo dal Mirassol. Dopo solo una presenza in campionato, il 27 gennaio 2022 firma un contratto triennale con la Juventude; il 22 maggio seguente ha esordito nel Brasileirão, disputando l'incontro perso per 0-3 contro il Palmeiras.

## Statistiche

### Presenze e reti nei club
Statistiche aggiornate al 24 novembre 2022.
| Stagione         | Squadra          | Campionato       | Campionato | Campionato | Coppe nazionali | Coppe nazionali | Coppe nazionali | Coppe continentali | Coppe continentali | Coppe continentali | Altre coppe | Altre coppe | Altre coppe | Totale | Totale |
| Stagione         | Squadra          | Comp             | Pres       | Reti       | Comp            | Pres            | Reti            | Comp               | Pres               | Reti               | Comp        | Pres        | Reti        | Pres   | Reti   |
| ---------------- | ---------------- | ---------------- | ---------- | ---------- | --------------- | --------------- | --------------- | ------------------ | ------------------ | ------------------ | ----------- | ----------- | ----------- | ------ | ------ |
| 2020             | Rio Preto        | A3/SP            | 4          | 2          |                 | -               | -               |                    | -                  | -                  |             | -           | -           | 4      | 2      |
| gen.-mag. 2021   | Rio Preto        | A3/SP            | 14         | 1          |                 | -               | -               |                    | -                  | -                  |             | -           | -           | 14     | 1      |
| Totale Rio Preto | Totale Rio Preto | Totale Rio Preto | 18         | 3          |                 | -               | -               |                    | -                  | -                  |             | -           | -           | 18     | 3      |
| set. 2021        | Mirassol         | C                | 1          | 0          |                 | -               | -               |                    | -                  | -                  |             | -           | -           | 1      | 0      |
| 2022             | Juventude        | PD/RS+A          | 6+7        | 1+0        | CB              | 0               | 0               |                    | -                  | -                  |             | -           | -           | 13     | 1      |
| Totale carriera  | Totale carriera  | Totale carriera  | 32         | 4          |                 | 0               | 0               |                    | -                  | -                  |             | -           | -           | 32     | 4      |